# Kampaň proti homofobii
Kampaň proti homofobii (v polském originále Kampania Przeciw Homofobii, zkratka KPH) je polská LGBT organizace, jejímž hlavním předmětem činností je podpora právní a sociální rovnosti lidí vymykajících se klasické heteronormativní ideologii. Založena byla 11. září 2001.
Kromě hlavního města Varšavy má své kanceláře i v Krakově, Vratislavi, Lodži, Trojměstí, Toruni a Slezsku. KPH a Lambda Warsawa stojí prakticky za většinou polských LGBT událostí, jako je např. Warsaw Pride nebo Festival Kultura pro toleranci v Krakově, což je činí dvěma největšími nevládními organizacemi tohoto typu v Polsku.

## Cíle a aktivity
Hlavním cílem organizace je podporovat a vytvářet tolerantní společnost za účelem zvýšení životní úrovně lesbám, gayům, transgender a jiným minoritám. Její aktivity se pohybují zejména na těchto polích:
- konference,
- výstavy,
- demonstrace,
- integrační párty,
- workshopy,
- setkání s politiky a akademiky,
- politický lobbying,
- právní a psychologické poradentství, a to i internetové,[2]
- vydávání čtvrtletníku o LGBT právech Replika,
- publikace tištěných materiálů s různorodou tematikou,
- kontrola dodržování mezinárodních lidských práv,
- spolupráce s organizacemi podobného typu v jiných zemích a na mezinárodním poli

atd.
KPH spolupracuje s ostatními LGBT organizacemi sdruženými pod Mezinárodní gay a lesbickou asociací. V minulosti byli dva členové KPH jmenováni do výkonné rady ILGA-Europe v Bruselu: Lisette Campus  a Tomasz Szypuła. Momentálně je členem výkonné rady organizace ILGA Mirosława Makuchowska.
Některým aktivitám KPH se povedlo získat masovou publicitu a ovlivnit polskou veřejnost. Například:
- Niech nas zobaczą (Ať nás vidí) - Fotografové v r. 2003 zachytili gay a lesbické páry chodící po ulici a držící se za ruce a umístili na billboardy KPH ve velkých městech. Nicméně ještě před uskutečním akce se samotná myšlenka setkala s enormním odporem veřejnosti, což dostalo debatu o homosexualitě do nevídaných rozměrů. Argumenty, že takové obrázky by mohli 'podporovat deviace' vyvolaly venkovní reklamy společností, které porušily náležitosti smluv o publikaci. V důsledku tohoto byly obrázky vystaveny v galeriích. I tak to lze ale definovat jako první upozornění na zjevnou diskriminaci v Polsku.[7]
- Berlin-Yogyakarta Exhibition měla vernisáž v říjnu 2009 v knihovně Varšavské univerzity a trvala celkem tři týdny.[8] Bylo na ní distribuováno něco okolo 500 brožur a 200 kopií Jakartských principů přeložených do polštiny. Mimo Varšavu se výstava uskutečnila také v Lublinu, Vratislavi a Gdaňsku pod názvem Jakartské principy v praxi.[9]
- Jestem gejem, jestem lesbijką. Poznaj nas. (Jsem gay. Jsem lesba. Poznej nás.) - byla akce uskutečněná napříč polskými univerzitami s edukačními setkáními se studenty, pedagogy a rodiči LGBT lidí a také první příležitost veřejně mluvit s otevřenými homosexuály.[10]
- 'Festiwal Kultura dla Tolerancji w Krakowie (Festival tolerance v Krakově) - tento každoroční krakovský festival založený členy KPH a organizovaný Nadací Kultura pro toleranci (Fundacja Kultura dla Tolerancji) představuje celou sérii workshopů, filmových promítání a večírků. Je symbolem kontroverze a americkými a evropskými autoritami nejvíce ceněného díla doprovázeného nespočtem aktivit.[11]

## Prezidenti
- Robert Biedroń, od 11. září 2001 do 22. února 2009
- Marta Abramowicz, od 22. února 2009 do 18. července 2010
- Tomasz Szypuła, od 18. července 2010 do 26. února 2012
- A. Chaber, od 26. února 2012